# ديمنغ برونسون
ديمنغ برونسون (بالإنجليزية: Deming Bronson)‏ هو عسكري أمريكي، ولد في 8 يوليو 1894 في رينلاندر في الولايات المتحدة، وتوفي في 29 مايو 1957.